# حبق بهيج
حبق بهيج (الاسم العلمي: Ocimum gratissimum) هو نوع من النباتات يتبع جنس الحبق من الفصيلة الشفوية.